# وزارة نوري السعيد التاسعة
وزارة نوري السعيد التاسعة هي الحكومة العراقية السابعة والثلاثون، خلفت هذه الوزارة وزارة أرشد العمري الأولى.
تشكلت الوزارة في 21 تشرين الثاني 1946، واستمرت إلى 11 آذار 1947، وتشكلت بعدها وزارة صالح جبر.

## التشكيلة الوزارية
تكونت الوزارة من الوزراء أدناه:
- رئيس الوزراء: نوري السعيد
- وزير الدفاع: شاكر الوادي
- وزير الخارجية: فاضل الجمالي
- وزير الداخلية: مصطفى العمري
- وزير المالية: صالح جبر حتى كانون الأول 1946، خلفه عبد الإله حافظ
- وزير التموين: محمد حديد حتى كانون الأول 1946، خلفه عبد الإله حافظ
- وزير العدلية: عمر نظمي
- وزير الأشغال والمواصلات: علي ممتاز الدفتري ثم عبد الهادي الجلبي
- وزير المعارف: صادق البصام ثم جميل عبد الوهاب
- وزير الاقتصاد: بابا علي الشيخ محمود
- وزير الشؤون الاجتماعية: جميل عبد الوهاب